# Нова Михайлівка
Нова́ Миха́йлівка —  село в Україні, у Решетилівській міській громаді Полтавського району Полтавської області. Населення становить 396 осіб. До 2020 орган місцевого самоврядування — Новомихайлівська сільська рада.

## Географія
Село Нова Михайлівка знаходиться на лівому березі річки Говтва, вище за течією примикає село Молодиківщина, нижче за течією на відстані 1 км розташоване село Потеряйки.

## Історія
12 червня 2020 року, відповідно до розпорядження Кабінету Міністрів України № 721-р «Про визначення адміністративних центрів та затвердження територій територіальних громад Полтавської області», село увійшло до складу Решетилівської міської громади.
19 липня 2020 року, в результаті адміністративно - територіальної реформи та ліквідації Решетилівського району, село увійшло до складу новоутвореного Полтавського району Полтавської області.

## Економіка
- «Новомихайлівське», сільськогосподарське ПП.

## Об'єкти соціальної сфери
- Новомихайлівська ЗОШ I-II ст.